# Wartość fenotypowa
Wartość fenotypowa cechy ilościowej (wartość użytkowa) jest to efekt działania genotypu (H), środowiska (E) oraz interakcji genotyp-środowisko (HE). Wartość tę można wyrażać zarówno w jednostce czasu (szybkość oddawania mleka w kg/min), masy (dobowy przyrost masy w g) jak i długości (obwód klatki piersiowej w cm). Ta wartość jest podstawą do oceny wartości hodowlanej zwierzęcia, które stanowi kryterium selekcji.